# Parc national de la Müritz

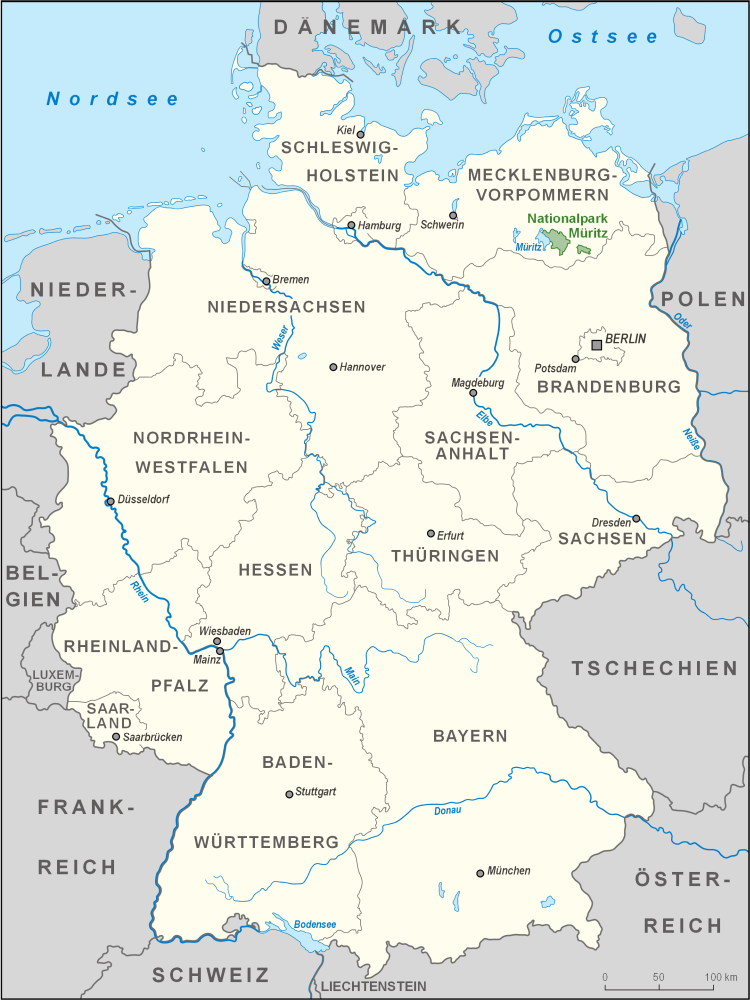
Localisation du parc national de la Müritz

Le parc national de Müritz (Müritz-Nationalpark) est un parc national allemand situé au sud de l'État du Mecklembourg-Poméranie-Occidentale. Il a été fondé en 1990 et couvre une superficie de 322 km². Il s’étend sur de grandes parties du lac Müritz. Les hêtraies du parc national ont été inscrites sur la liste du patrimoine mondial de l'UNESCO en 2011 en tant qu’extension du site des forêts primaires de hêtres d’Europe en raison de leur nature préservée et de leur témoignage de l’histoire écologique de l’Europe depuis la dernière période glaciaire. 

## Géographie
Il s'étend sur une grande partie du plateau des lacs mecklembourgeois et une partie de la région des lacs de Sternberg. La plus grande partie à l'ouest comprend le territoire entourant le lac Müritz et la petite partie à l'est comprend la vallée de la Serrahn. Entre les deux se trouve le territoire de la commune de la ville de Neustrelitz. Le parc national de la Müritz s'étend sur 322 km2. Il est couvert à 70 % de forêts, à 13 % de lacs et à 8 % de marécages. Les terres de bruyères le recouvrent à 8 %, les prés à 5 % et les champs cultivés à 2 %.
La rive orientale de la Müritz a été désignée site Ramsar le 31 juillet 1978.

## Faune et flore
Les animaux notables du parc comprennent le cerf élaphe, la grue, le pygargue à queue blanche et le balbuzard pêcheur. Les autres oiseaux comprennent le grand butor, la rousserolle des roseaux, le rouge-gorge, le chevalier commun, la cigogne noire, la sarcelle et le bécasseau minute.
En plus de la nature intacte en général, de nombreux peuplements de genévriers communs ouverts peuvent être trouvés dans le parc national. Ils étaient autrefois utilisés pour le pâturage du bétail.

## Galerie

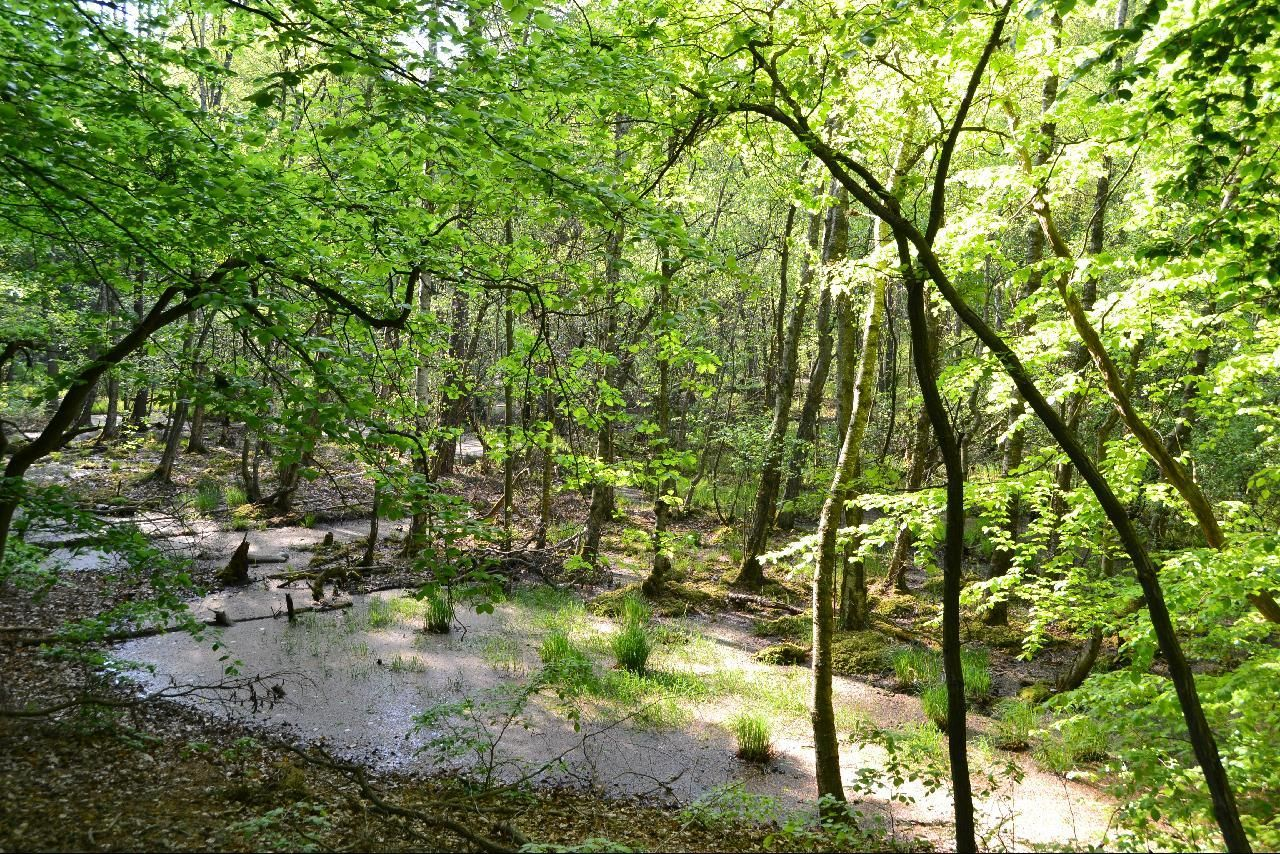
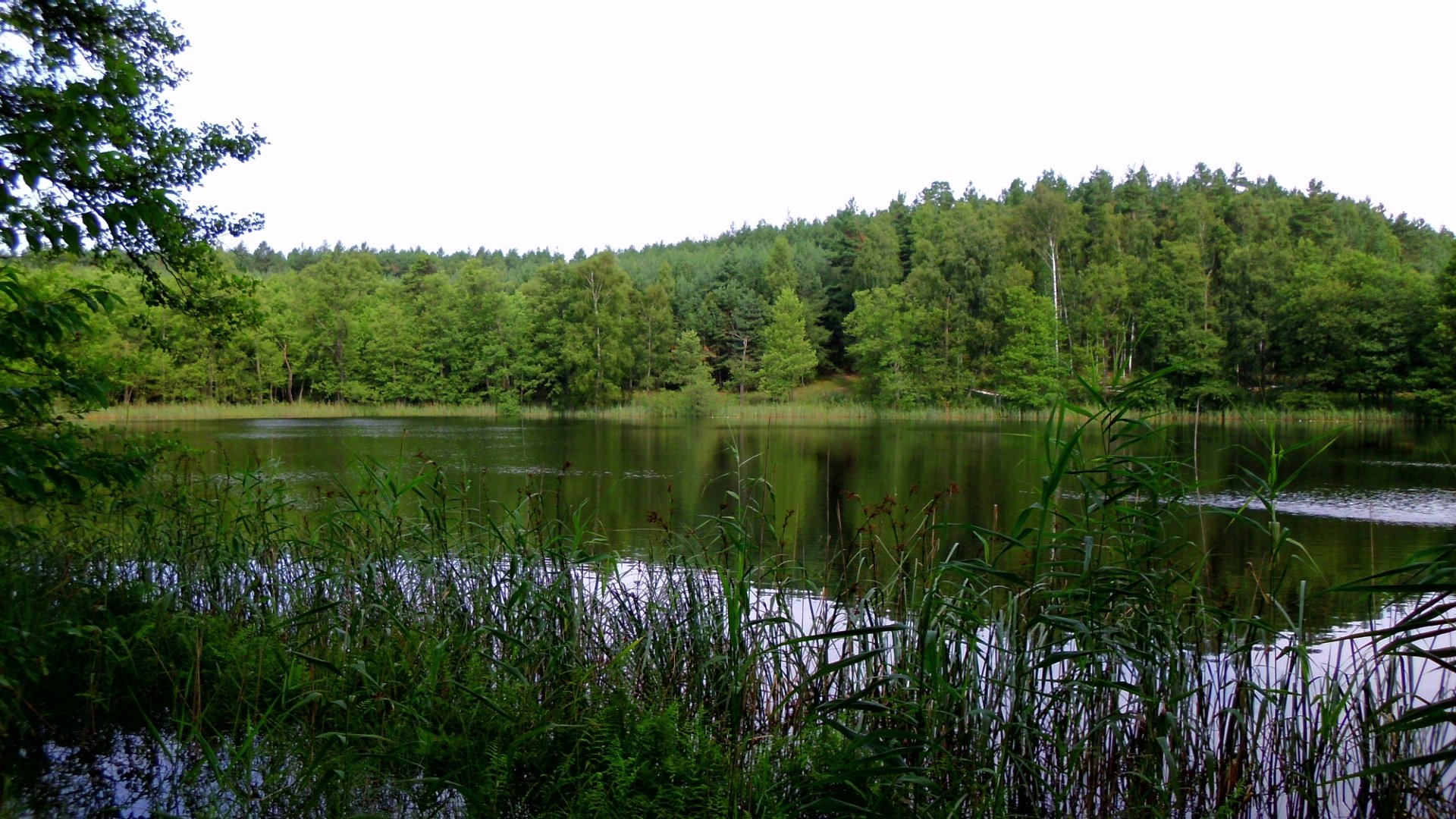
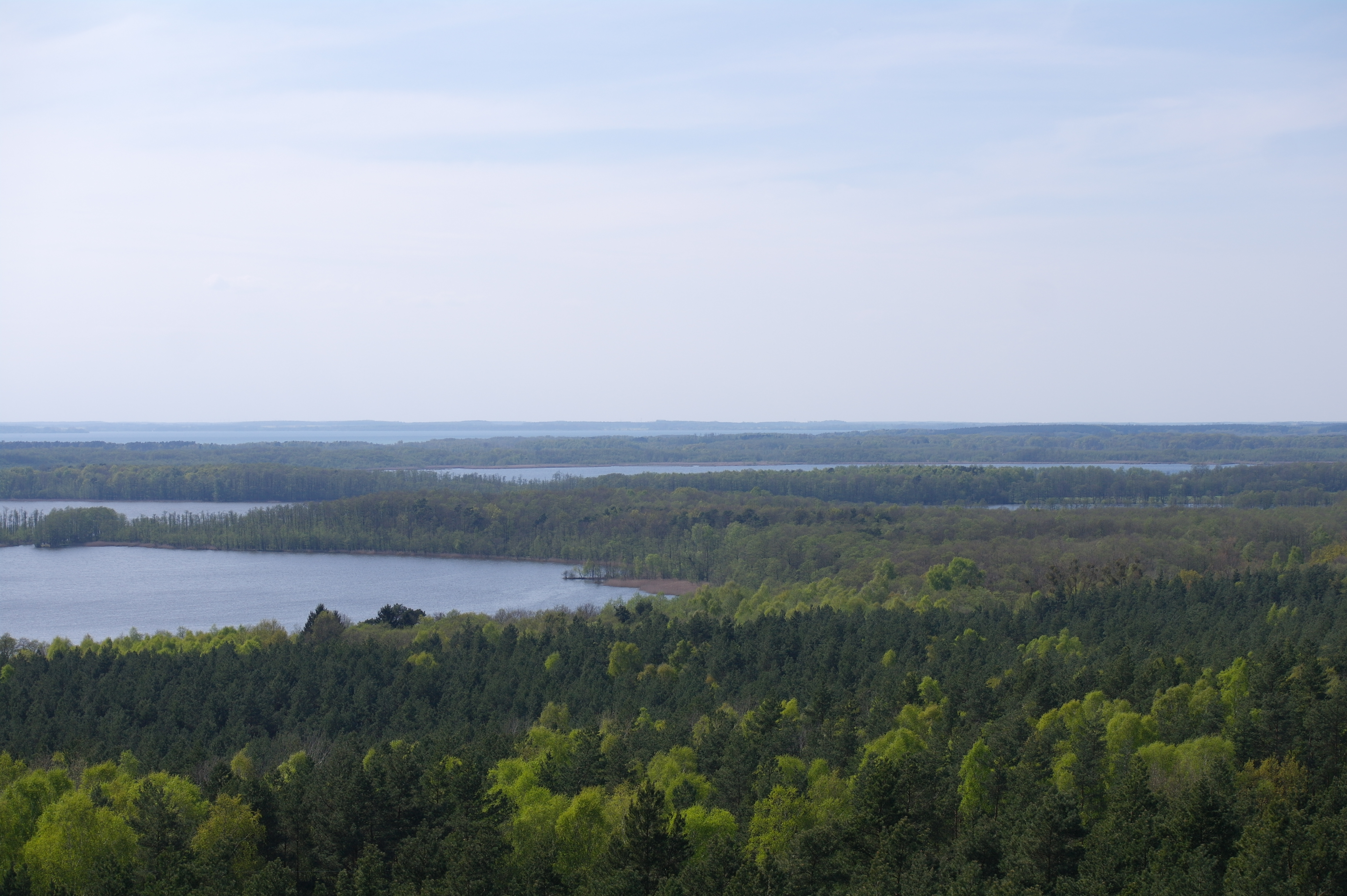
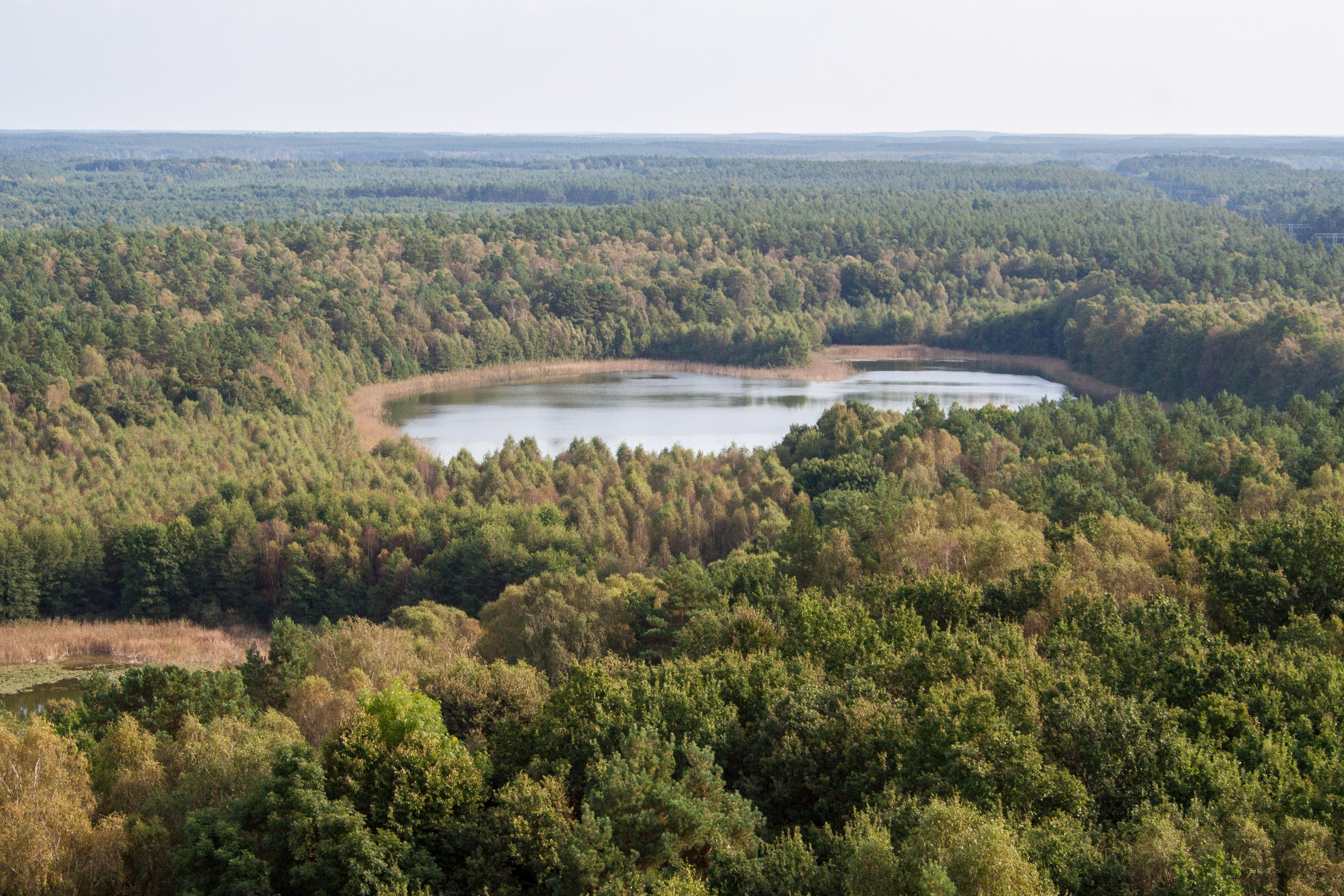
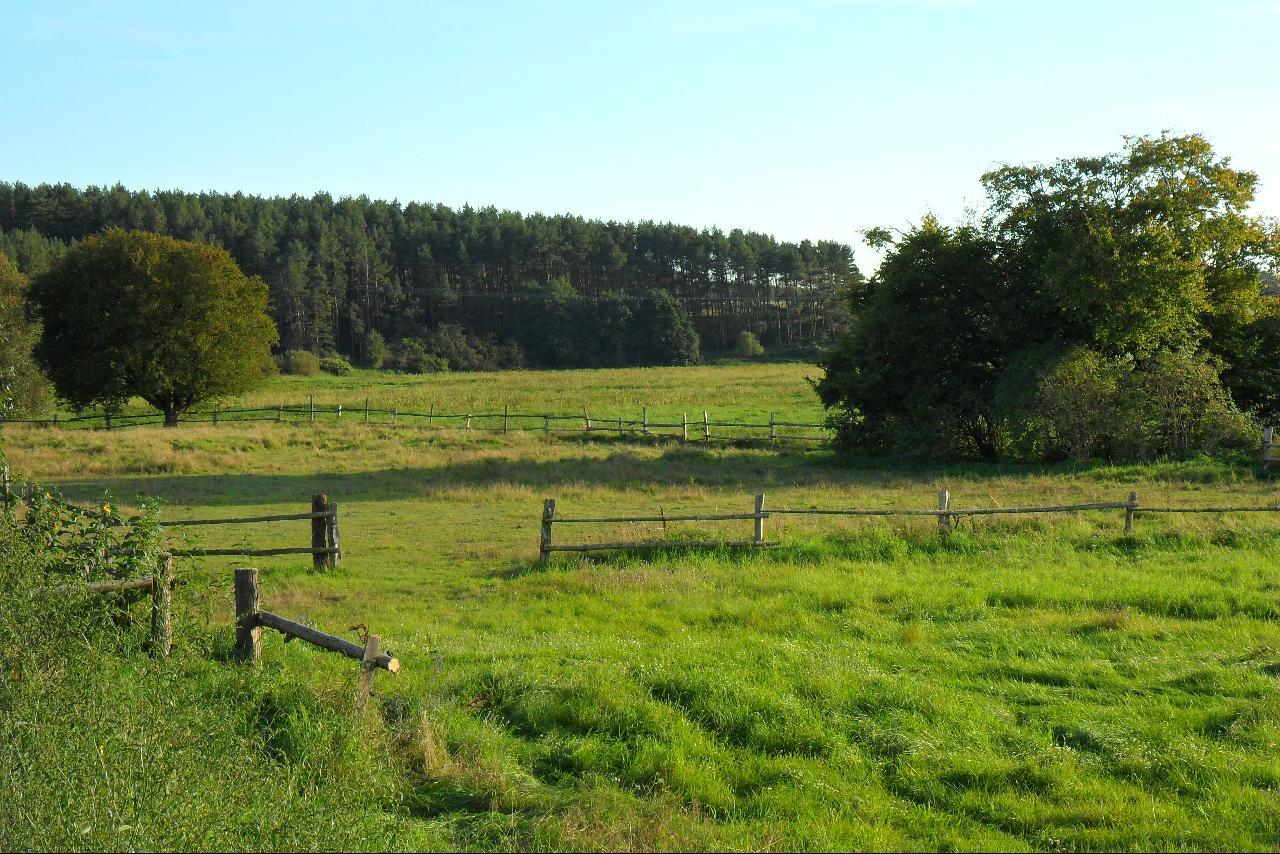